# رؤیا (فیلم ۱۹۸۷)
«رؤیا» (عربی: المنام) فیلمی در ژانر مستند است که در سال ۱۹۸۷ منتشر شد.